# Província de Battambang
Battambang (Khmer: បាត់ដំបង, IPA: [ˌɓa ɗɑm ˈɓɑːŋ], "Pèrdua de Personal") és una província (khaet) de Cambodja, situada a l'extrem nord-oest del país. Limita amb les províncies de Banteay Meanchey, al nord, Pursat a l'est i al sud, Siem Reap al nord-est, i Pailin a l'oest. Els extrems nord i sus de la província fan frontera amb Tailàndia. A més, Tonlé Sap forma part de la frontera nord-oriental entre Siem Reap i Pursat. La seva capital i ciutat més gran és Battambang.
Amb una població d'1.036.523, es tracta de la tercera província més poblada del país. A nivell de superfície, Battambang és la cinquena província més gran de Cambodja. Battambang és també una de les províncies incloses en la Reserva de la Biosfera de Tonlé Sap. Els fèrtils camps d'arròs de la província han comportat que l'economia es dirigeixi gairebé majoritàriament al sector agrícola, motiu pel qual se la coneix com  "el Bol d'Arròs de Cambodja". La província mostra una gran diversitat de cultures i de recursos naturals. El setanta-cinc per-cent del territori està format per jungles i muntanyes. El clima de la regió és tropical.

## Etimologia
Battambang vol dir, literalment, "Pèrdua de Personal" en Khmer. El nom fa referència a la llegenda local de Preah Ratpenat Dambang Kranhoung. Les referències més antigues, consistents en unes inscripcions en pedra, no esmenten l'indret amb el nom de Battambang, però segons el document Mohachun Khmer, "Srok Battambang" (districte de Battambang) ja va ser utilitzat en època de l'imperi Khmer.

## Divisions administratives
Battambang es troba subdividida per 14 districtes (Khmer: srok), els quals es troben dividits en 96 subdistrictes (Khmer: ឃុំ, khum) i 799 pobles (ភូមិ, phum).
| 1. Banan (Khmer: បាណន់) 2. Thma Koul (Khmer: ថ្មគោល) 3. Battambang (Khmer: បាត់ដំបង) 4. Bavel (Khmer: បវិល) 5. Ek Phnum (Khmer: ឯកភ្នំ) 6. Mong Ruessei (Khmer: មោងឫស្សី) 7. Rotanak Mondol (Khmer: រតនមណ្ឌល) | 1. Sangkae (Khmer: សង្កែ) 2. Samlot (Khmer: សំឡូត) 3. Sampov Lun (Khmer: សំពៅលូន) 4. Phnom Proek (Khmer: ភ្នំព្រឹក) 5. Kamrieng (Khmer: កំរៀង) 6. Koas Krala (Khmer: គាស់ក្រឡា) 7. Rukhak Kiri (Khmer: រុក្ខគីរី) |

A nivell local, dins de la província s'hi inclouen dues ciutats i 12 districtes municipals.

## Llocs històrics

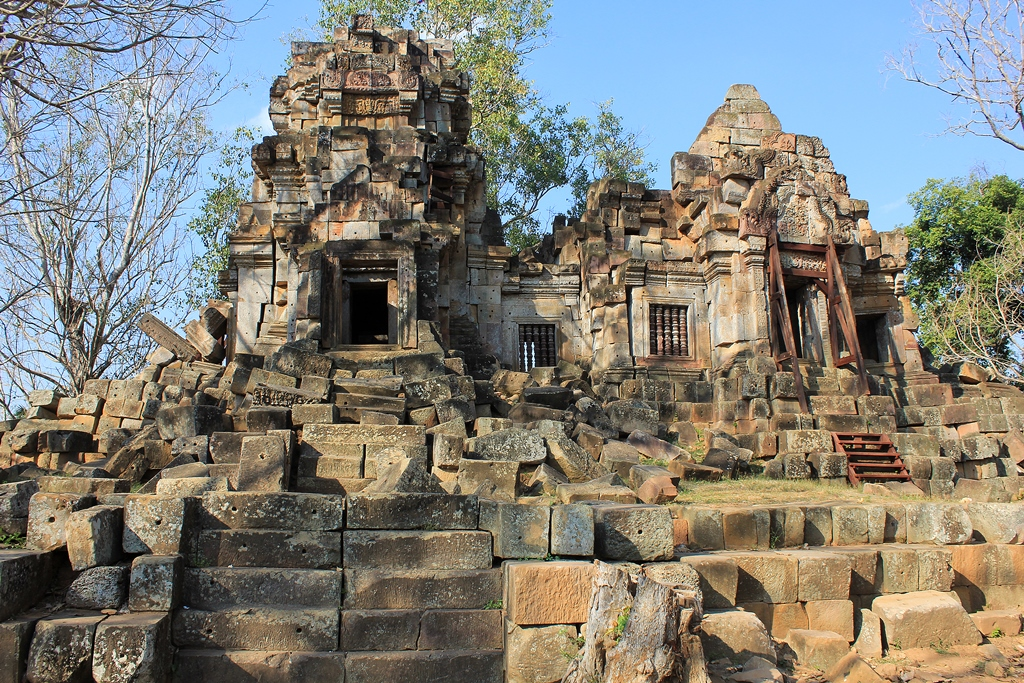
Wat Ek Phnom

### Wat Ek Phnom
Wat Ek Phnom (Khmer: វត្តឯកភ្នំ) és un temple del segle xi parcialment ensorrat, situat a 11 quilòmetres al nord de Battambang. El temple mesura 52 metres per 49 metres, i es troba envoltat pels vestigis d'una paret de laterita i un antic baray. Hi ha una llinda que descriu l'Agitació de l'Oceà de Llet, situat a l'entrada est del temple central, els flancs superiors del qual aguanten uns relleus. En els darrers anys, el govern ha aturat la construcció d'un  Buda de grans dimensions iniciada per la societat local, amb el pretext que atempta contra el caràcter patrimonial i històric de l'emplaçament. Wat Ek Phnum és un popular indret turístic, a més de ser un lloc de peregrinació khmer en èpoques festives.

### Wat Banan
El temple de Banan (Khmer: ភ្នំបាណន់), situat a uns 25 quilòmetres de la ciutat de Battambang, ha estat relacionat com una versió a petita escala del d'Angkor Wat. Construït el segle x, és una destinació molt popular els caps de setmana entre les famílies khmers.

## Transport
Battambang és accessible per carretera i per barca, mitjançant el  riu Sangkae. Tant l'aeroport com la línia ferroviària es troben en desús. Els autobusos realitzen viatges d'entre 5 i 6 hores fins a  Phnom Penh i d'entre 3 i 4 hores fins a Siem Reap, que surten gairebé cada hora.